# Ipomoea montecristina
Ipomoea montecristina är en vindeväxtart som beskrevs av Hadac. Ipomoea montecristina ingår i släktet praktvindor, och familjen vindeväxter. Inga underarter finns listade i Catalogue of Life.